# Bajo el almendro... Junto al volcán
Bajo el almendro... Junto al volcán es una novela del escritor hondureño Julio Escoto, publicado en 1988 bajo su propio sello editorial, Centro Editorial.

## Argumento
La novela está ambientada en 1969, durante el conflicto armado entre Honduras y El Salvador. Sin embargo, la historia central de la obra es ficticia, y sigue al alcalde de un pequeño municipio de Santa Bárbara llamado Nicanor Mejía que, temeroso por la guerra, decide estudiar literatura bélica para prepararse ante un ataque enemigo. Mejía adopta el nombre de Capitán Centella, y aunque no entiende nada sobre tácticas militares, decide entrenar a campesinos locales para convertirse en un pequeño ejército, cosa que más bien da lugar a sucesos humorísticos.

## Crítica social
En la obra, el autor Julio Escoto se introduce a sí mismo como un personaje más, un campesino llamado Guillermo, cuya única función es aparecer para realizar una crítica hacia la milicia y el conflicto bélico en sí. Con Guillermo, Julio Escoto da su propia opinión acerca de estos temas, afirmando que la oligarquía salvadoreña es la culpable de que el conflicto estallara en primer lugar, al mismo tiempo que desprestigia la labor militar, insinuando que ha sido creada para defender a los ricos y poderosos.

## Adaptaciones
En 2009, la novela fue adaptada al teatro en una obra por parte del Proyecto Teatral Futuro. El guion y la dirección de la obra fue llevada a cabo por el también actor Damario Reyes. Las coreografías de baile fueron trabajo de la directora del Centro Contemporáneo de Danza, Flor Alvergue. Las canciones fueron, en un principio, escritas por el propio Julio Escoto, que elaboró borradores de las líricas que después cedió al músico Alfonso Flores, que terminó por convertirlas en canciones. El estreno de la obra tuvo lugar el 29 de abril de 2009, en el Teatro José Francisco Saybe, en San Pedro Sula, los fondos recaudados fueron destinados a apoyar la crisis económica que atravesaba en aquel entonces la Fundación de Amigos de Guarderías Infantiles, dirigida por Julieta Kattán. Julio Escoto se mostró satisfecho con el resultado final.